# Justicia torresii
Justicia torresii är en akantusväxtart som beskrevs av T.F. Daniel. Justicia torresii ingår i släktet Justicia och familjen akantusväxter. Inga underarter finns listade i Catalogue of Life.